# Berend van Roijen

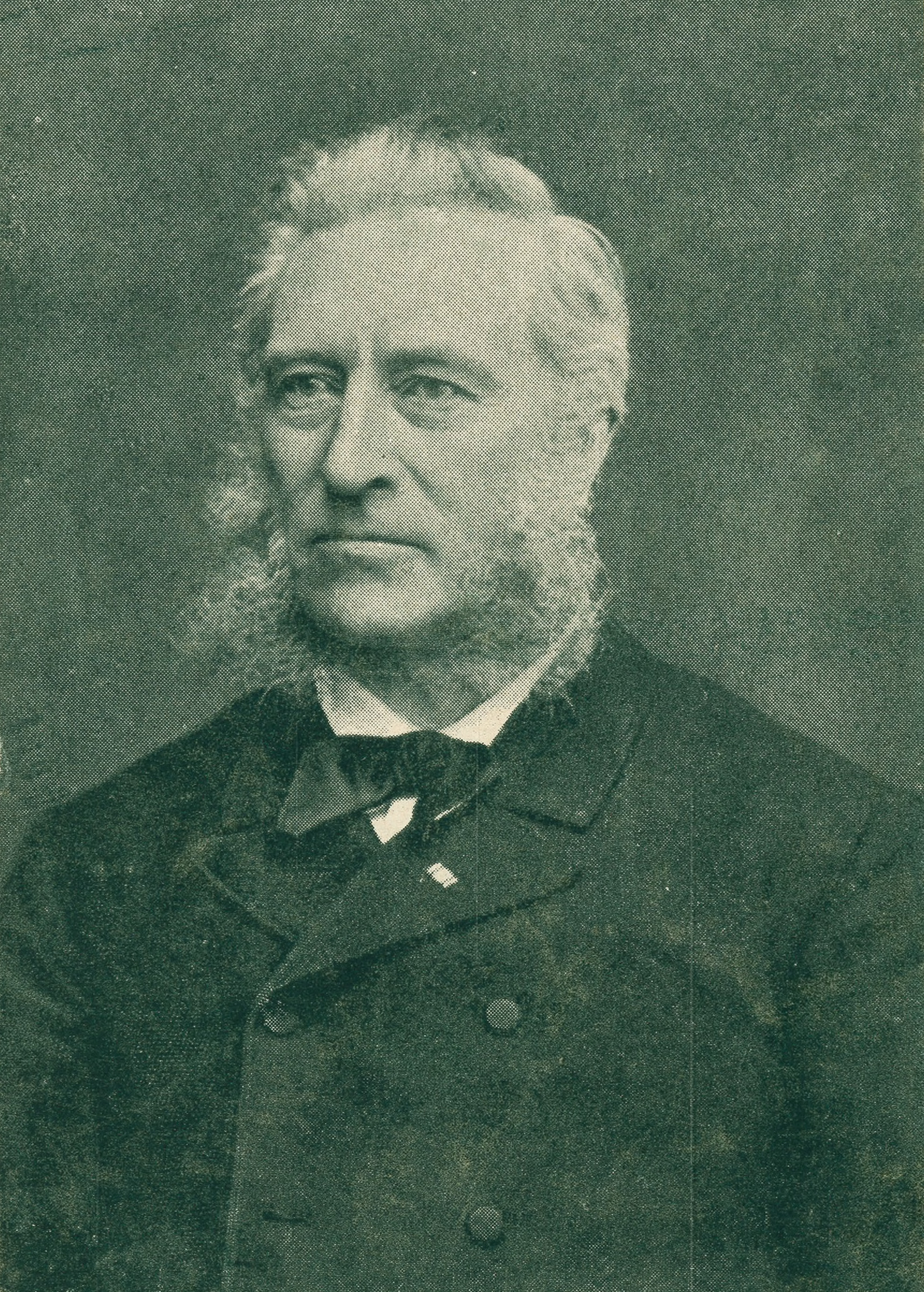
Berend van Roijen

Berend van Roijen (Zwolle, 27 november 1832 – Groningen, 24 november 1893) was een Nederlands liberaal politicus.
Mr. Berend van Roijen was een lid van de familie Van Roijen en zoon van mr. Isaäc Antoni Soetens van Roijen (1800-1868), die onder andere Commissaris des Konings in Groningen was.
Van Roijen studeerde Romeins en hedendaags recht in Groningen. Hij werd na zijn studie advocaat en procureur in zijn geboorteplaats. Na zijn huwelijk in 1859 met Maria Josina Johanna van der Hagen de Geep vestigde het paar zich in de stad Groningen in het pand Ossenmarkt 5. (Hun zoon Isaac Antoni van Roijen (1861-1938) werd burgemeester van Hoogezand.)

## Politieke carrière
In Groningen ging Van Roijen de gemeentelijke politiek in. Hij was lid van de gemeenteraad (1867-1872), wethouder (1869-1872) en burgemeester (1872-1880) van de stad. Hij was bovendien lid van de Provinciale Staten van Groningen (1872-1880). Na zijn afscheid als burgemeester werd Van Roijen opnieuw gemeenteraadslid (1880-overlijden), daarnaast was hij notaris.
Vanaf 1877 was Van Roijen rechter-plaatsvervanger van de Arrondissementsrechtbank in Groningen, in 1886 werd hij benoemd tot rechter. In 1882 werd Van Roijen namens de provincie Groningen lid van de Eerste Kamer, hij bleef dit tot aan zijn overlijden.
De Van Royenlaan in de wijk Helpman in Groningen werd naar hem vernoemd.